# 韓國體育大學
韓國體育大學（韓語：한국체육대학교），位於韓國首爾松坡區芳荑洞，是該國唯一的體育大學。1977年12月建立，1978年3月開學，該校建校宗旨為教育和培養優秀運動員和專業體育教練。全部主修體育的學生都必須寄宿，其學費全數由政府資助。

## 知名校友
- Category:韓國體育大學校友